# El Nuevo Jardín
El Nuevo Jardín är en ort i Mexiko.   Den ligger i kommunen Altamirano och delstaten Chiapas, i den sydöstra delen av landet, 800 km öster om huvudstaden Mexico City. El Nuevo Jardín ligger 897 meter över havet och antalet invånare är 166.
Terrängen runt El Nuevo Jardín är kuperad åt sydväst, men åt nordost är den bergig. El Nuevo Jardín ligger nere i en dal. Runt El Nuevo Jardín är det glesbefolkat, med 19 invånare per kvadratkilometer. Närmaste större samhälle är San Marcos, 5,7 km nordost om El Nuevo Jardín. I omgivningarna runt El Nuevo Jardín växer i huvudsak städsegrön lövskog.